# Вериора (волость)
Ве́риора (эст. Veriora) — бывшая волость в Эстонии в составе уезда Пылвамаа.

## Положение
Площадь волости — 200,3 км², численность населения на 1 января 2007 года составляла 1588 человек.
Административным центром волости был посёлок Вериора. Помимо этого, на территории волости находилось ещё 29 деревень.